# Бурачок бурачковидный
Бурачок бурачковидный, или бурачок чашечковый (лат. Alýssum alyssoides) — однолетнее травянистое растение, вид рода Бурачок семейства Капустные (Brassicaceae). Русскоязычный видовой эпитет чашечковый относится к устаревшему синониму вида — Alyssum calycinum.

## Название
Научное родовое название alyssum образовано от префикса лат. a- — «без», со значением отсутствия чего-либо, и корня др.-греч. λύσσα (lyssa) со значением «бешенство» (см. также Лисса). Некоторые виды бурачка использовались для лечения бешенства со времен Древнего Рима.
Происхождение русскоязычного родового названия бурачок неясно. В словаре Даля упоминается как самоназвание растения, но без раскрытия этимологии.
Видовой эпитет alyssoides является повторением собственно корня родового названия alyss- в сочетании с суффиксом лат. -oides, означающим «подобный», «похожий». Русскоязычное название бурачковидный представляет собой смысловой перевод латинского.

## Ботаническое описание[8][5]
Однолетник с неодревесневающими ветвистыми стеблями высотой 5–25(34) см. Все растение выглядит сероватым из-за покрывающих его звездчатых волосков.
Нижние листья овально-продолговатые, остальные — продолговато-ланцетные, суженные к основанию.
Соцветие — кисть, в конце цветения удлинённая, 2–15 см длиной. Чашечка при плодах не опадает, чашелистики 2–2,5 мм длиной. Лепестки венчика очень бледные, почти линейные, до 4 мм длиной. Столбик пестика 0,3–0,6 мм длиной. Цветение в средней полосе России — с апреля по июнь.
Стручочки покрыты мелкими звёздчатыми волосками, округлые, выемчатые, до 4(4,5) мм в диаметре.

## Распространение и экология[8][9]

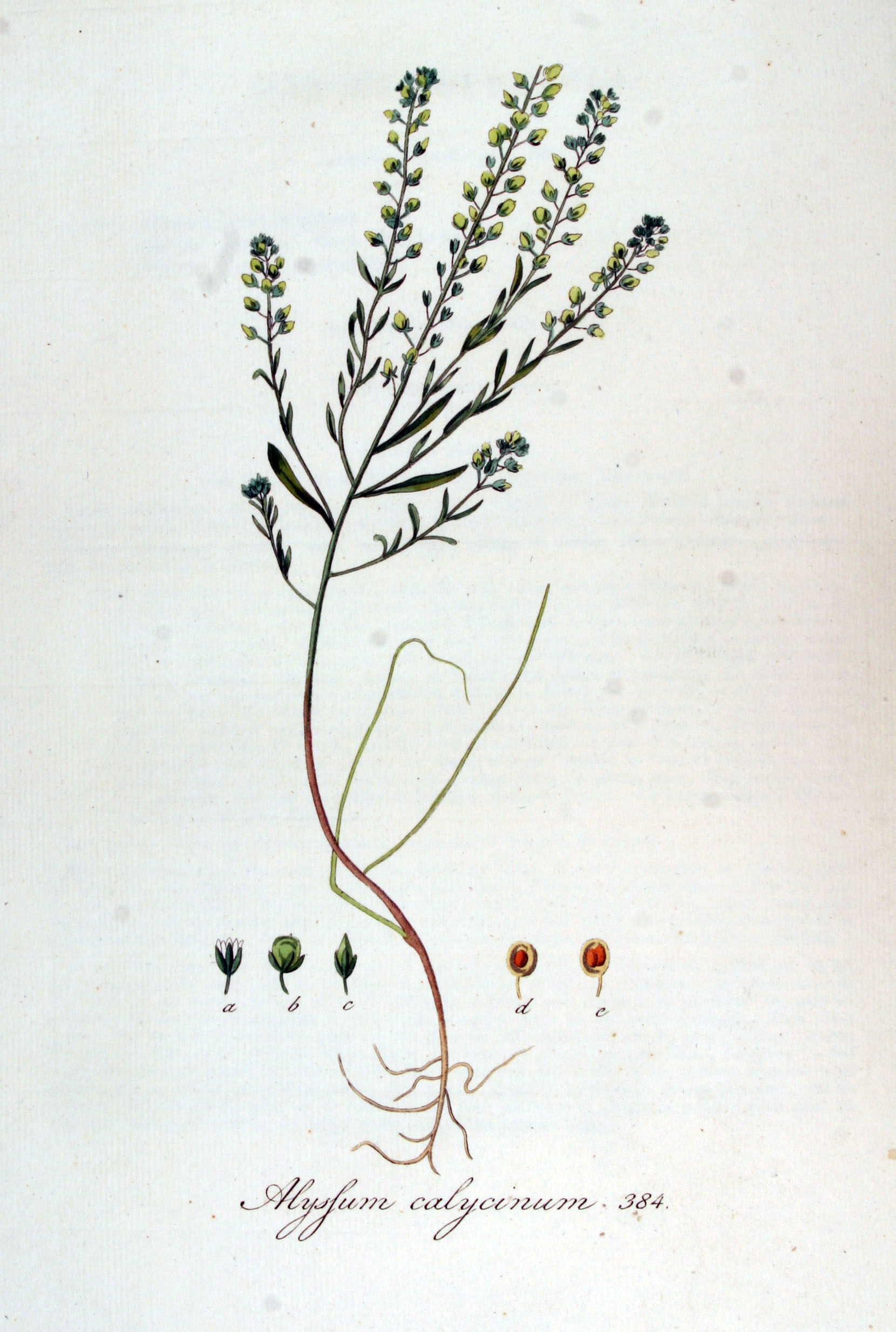
Бурачок чашечковый

Ареал охватывает практически всю Европу, Сирию, Иран. В Северной Америке — заносное. На территории России встречается в Европейской части, на Кавказе. Вид занесен в ботанический атлас растений Ленинградской области.
Растёт на скалах, на открытых склонах гор и холмов, в равнинных степях — на песчаных почвах, реже в сосновых борах и на их окраинах. Встречается до 2000 м над уровнем моря.

## Классификация

### Таксономия[10]
Alyssum alyssoides L., 1759, Syst. Nat. ed. 10 , 2: 1130
Вид Бурачок бурачковидный относится к роду Бурачок (Alyssum) семейства Капустные (Brassicaceae) порядка Капустоцветные (Brassicales). Кладограмма в соответствии с Системой APG IV по состоянию на июнь 2023 года:
|  |                                      |  |                                   |                                   |                     |  | ещё 16 семейств | ещё 16 семейств |                       |  |  |  | еще 125 подтвержденных видов и 71 таксон, ожидающий подтверждения |
|  |                                      |  |                                   |                                   |                     |  | ещё 16 семейств | ещё 16 семейств |                       |  |  |  | еще 125 подтвержденных видов и 71 таксон, ожидающий подтверждения |
|  |                                      |  |                                   | порядок Капустоцветные            |                     |  |                 |                 | род Бурачок           |  |  |  |                                                                   |
|  |                                      |  |                                   | порядок Капустоцветные            |                     |  |                 |                 | род Бурачок           |  |  |  |                                                                   |
|  | отдел Цветковые, или Покрытосеменные |  |                                   |                                   | семейство Капустные |  |                 |                 | Бурачок бурачковидный |  |  |  |                                                                   |
|  | отдел Цветковые, или Покрытосеменные |  |                                   |                                   | семейство Капустные |  |                 |                 |                       |  |  |  |                                                                   |
|  |                                      |  | ещё 63 порядка цветковых растений | ещё 63 порядка цветковых растений |                     |  |                 | ещё 354 рода    | ещё 354 рода          |  |  |  |                                                                   |
|  |                                      |  |                                   | ещё 63 порядка цветковых растений |                     |  |                 |                 | ещё 354 рода          |  |  |  |                                                                   |

### Синонимы
- Adyseton alyssoides Nieuwl.
- Adyseton calycinum Scop.
- Adyseton campestre Moench
- Adyseton mutabile Moench
- Alyssum alsinifolium Host
- Alyssum alyssoides f. albineum Farw.
- Alyssum alyssoides subsp. hispanicum (T.R.Dudley) Rivas Mart. & Sánchez Mata
- Alyssum alyssoides var. alyssoides
- Alyssum alyssoides var. depressum T.R.Dudley
- Alyssum alyssoides var. hispanicum T.R.Dudley
- Alyssum arvaticum Jord.
- Alyssum calicinum Neck.
- Alyssum calycinum L.
- Alyssum calycinum Haens. ex Nyman
- Alyssum campestre (L.) L.
- Alyssum campestre Hoffm.
- Alyssum conglobatum Filarszky & Javorka
- Alyssum erraticum Jord.
- Alyssum lusitanicum Brot. ex Nyman
- Alyssum minus (L.) Rothm.
- Alyssum montanum Brot.
- Alyssum parviflorum Schloss. ex Nyman
- Alyssum parviflorum var. collinum (Brot.) Maire & Weiller
- Alyssum phymatocarpum Schlosser & Vuk.
- Alyssum polyodon Boiss. & Buhse
- Alyssum rothmaleri Galushko
- Alyssum ruderale Jord.
- Alyssum sabulosum Jord.
- Alyssum schlosseri Heuff. ex Schlosser & Vuk.
- Alyssum sublineare Jord.
- Alyssum vagum Jord.
- Clypeola alyssoides L.
- Clypeola calycina All. ex Steud.
- Clypeola campestris L.
- Clypeola minor L.
- Crucifera alyssoides E.H.L.Krause
- Crucifera calycina E.H.L.Krause
- Psilonema alyssoides (L.) Heidemann
- Psilonema calycinum C.A.Mey.
- Psilonema campestre Schur
- Psilonema ruderale Fourr.
- Psilonema sabulosum Fourr.
- Psilonema vagum Fourr.